# Конюс, Юлий Эдуардович
Юлий Эдуа́рдович Коню́с (18 января 1869, Москва, Российская империя — 3 декабря 1942, Меленки, Владимирская область, СССР) — российский скрипач, композитор и музыкальный педагог. Сын Эдуарда Конюса, брат Льва и Георгия Конюсов.

## Биография
Родился в 1869 году в семье музыканта Эдуарда Конюса, отец которого в начале XIX века переселился в Россию из Лотарингии. В связи с французским происхождением семьи был крещён в католичестве и имел французское гражданство (сохранив его до конца жизни). Учился в Московской консерватории по классу скрипки, занимался у И. В. Гржимали, А. С. Аренского и С. И. Танеева (контрапункт, фуга и свободное сочинение). Кроме того, общался с П. И. Чайковским, который покровительствовал молодому музыканту. Был близким другом С. В. Рахманинова. В 1888 году окончил консерваторию с золотой медалью, а в следующем году уехал в Париж, где благодаря рекомендации П. И. Чайковского занимался у скрипача и педагога Л. Ж. Массара. Находясь во Франции, давал сольные концерты, работал в оркестре Колонна и в оркестре Гранд-Опера. В 1891—1893 годах по совету Чайковского и его рекомендации работал концертмейстером Нью-Йоркского симфонического оркестра, в качестве солиста выступал в различных городах США. С 1893 года преподавал в Московской консерватории по классу скрипки, выступал с концертами (в частности, в 1894 году участвовал в премьере «Элегического трио» С. В. Рахманинова наряду с автором и А. А. Брандуковым). В 1901 году оставил преподавание в консерватории, после чего работал в Музыкально-драматическом училище МФО, служил концертмейстером в оркестре Большого театра, организовал свой квартет и квартетные собрания, продолжал концертную деятельность.
В 1919 году эмигрировал во Францию (с разрешения властей как французский подданный). Преподавал в Русской консерватории по классу скрипки и теоретическим предметам, работал редактором в Российском музыкальном издательстве С. А. Кусевицкого, внедрил гравировальную машину «Люкс» собственного изобретения, на которой печатали ноты различные издательства Парижа, продолжал сочинять музыку, в частности по заказу одного из монастырей взялся за обработку грегорианских напевов. В 1933 году работал над музыкой к балету «Икар», взяв за основу транскрипцию «Ритмических этюдов» Э. К. Конюса. В эмиграции продолжилась его дружба и переписка с Рахманиновым и Н. К. Метнером.
С 1938 года гостил у племянницы Ольги Александровны Хрептович-Бутенёвой в имении Щорсы (под городом Новогрудок, тогда Польша). После вступления частей Красной Армии в Западную Белоруссию был арестован, однако вскоре освобождён. Переехав в Москву, преподавал в Центральном заочном музыкально-педагогическом институте, много сочинял, особенно произведения для детей, в годы Великой Отечественной войны — песни для хора с оркестром. Стал членом Союза композиторов СССР. Умер 3 декабря 1942 года, навещая сестру Ольгу, жившую во Владимирской области.

## Творчество
Автор концерта для скрипки с оркестром (1896), концерта для скрипки и струнного квартета (М., 1942), камерных произведений для скрипки, транскрипций произведений П. И. Чайковского, Ф. Шопена и др.
Концерт для скрипки с оркестром любил и исполнял Ф. Крейслер. В рецензии журнала «Musical America» говорилось: «Ф. Крейслер… с большим успехом исполнил концерт для скрипки с оркестром русского композитора Конюса… По-видимому, Крейслер обожает концерт Конюса и играет его с особенной любовью. Сочинение изобилует увлекательными мелодиями и требует от исполнителя блестящей техники».
По мнению критика Петра Поспелова, концерт для скрипки с оркестром представляет собой «одночастную поэму, полную чувств, оттенков, драматических предощущений XX века и роскошной скрипичной фактуры. Безусловно уступая Чайковскому и Брамсу, Концерт Конюса составляет хорошую компанию Концертам Глазунова и Сибелиуса — впрочем, технически он проще и, видимо, поэтому редко покидает резервацию студенческого репертуара». Несмотря на последнее утверждение, концерт по-прежнему исполняется профессиональными оркестрами.

## Семья
Первая жена — Зоя Владимировна Воронина, дочь Веры Ивановны Фирсановой (в 1-м браке — Ворониной, во 2-м браке — Ганецкой) (1862—1934) — промышленницы, домовладелицы и меценатки;
сын Сергей Юльевич Конюс (1902—1988) — пианист, педагог (в 1922 году окончил Парижскую консерваторию, активно концертировал, преподавал фортепиано в Русской консерватории в Париже, с 1949 года жил в Марокко, где воспитал свыше 50 учеников, с 1953 года преподавал в Бостонской консерватории);
сын Борис Юльевич Конюс (1904—1988) — математик, был женат на Татьяне Рахманиновой (1907—1961) — дочери композитора Сергея Рахманинова;
Вторая жена — Мария Александровна Ливен;
две дочери: Александра и Татьяна. 